# Percy (Manche)
Percy település Franciaországban, Manche megyében. Lakosainak száma 2285 fő (2018. január 1.). Percy Le Chefresne, La Colombe és Gavray-sur-Sienne községekkel határos.

## Népesség
A település népességének változása:
| Lakosok száma | 2391 | 2371 | 2259 | 2143 | 2129 | 2242 | 2331 | 2709 | 2280 | 2285 |
|               | 1962 | 1968 | 1975 | 1990 | 1999 | 2008 | 2013 | 2016 | 2017 | 2018 |